# Thomas Guthrie

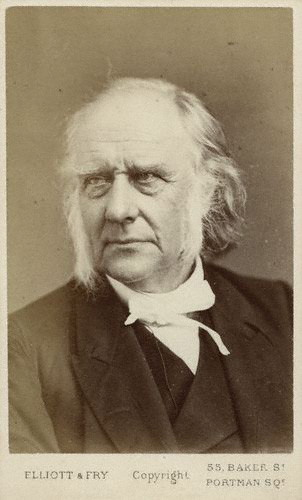
Porträtfoto kurz vor seinem Tod

Thomas Guthrie (* 12. Juli 1803 in Brechin; † 24. Februar 1873 in St Leonards-on-Sea) war ein schottischer Sozialreformer und ein Gründervater der Free Church of Scotland.

## Leben
Guthries Vater war ein Kaufmann und Propst von Brechin. Thomas besuchte die Universität von Edinburgh im Alter von nur zwölf Jahren, wo er von 1815 bis 1825 mehrere verschiedene Fächer studierte, darunter Naturwissenschaften und Medizin. Weitere zwei Jahre verbrachte er mit dem Studium in Paris. 1827 wurde er Pfarrer von Arbirlot in Angus, wo er eine Sparkasse nach dem Vorbild von Henry Duncans wegweisendem Beispiel in Ruthwell (Dumfries and Galloway) gründete. Sein medizinisches Wissen erwies sich während der Choleraepidemie von 1832 als nützlich.
1837 wurde er zur Greyfriars Kirk in Edinburgh berufen, wo er von der Armut und Not schockiert war. Er erkannte schnell den Zusammenhang zwischen Armut, Unwissenheit, Krankheit und Kriminalität und setzte sich für die Einrichtung von Schulen, die Verbesserung der Wohn- und Arbeitsbedingungen und den Verzicht auf Alkohol ein. Zu dieser Zeit lernte er Robert Murray M’Cheyne kennen und wurde Zeuge des Unfalls, der sein Leben verkürzte.
1840 wechselte er zur St.-John-Kirche in Edinburgh. Während der Disruption von 1843 verließen er und der größte Teil der Gemeinde die bestehende Kirche, um die Free St. John’s Church (heute St Columba’s Free Church) in Castlehill zu gründen. Er war auch aktiv an den Diskussionen im Vorfeld der Disruption beteiligt und war fest davon überzeugt, dass fromme Christen keine Kirchentrennung zulassen würden. Nach der Abspaltung wurden viele Geistliche aus der Kirche geworfen und litten unter äußerster Not, weil sie ihre Stelle als Pfarrer verloren. Guthrie half ihnen, indem er sich aktiv an der Sammlung von Geld beteiligte.
Danach wurde Guthrie in der Freikirche aktiv und führte eine Kampagne gegen Grundbesitzer, die Land für Freikirchen verweigerten. In nur elf Monaten sammelte er über 116.000 Pfund für den Bau von Pfarrhäusern. Er beschäftigte sich auch mit den sozialen Bedingungen der damaligen Zeit und schrieb sein Plädoyer für die sogenannten Ragged Schools („Lumpenschulen“).
Seine Arbeit wurde weithin bekannt, und er trat vor einem Ausschuss des Unterhauses zum Thema „kriminelle und mittellose Jugendliche“ auf. Sein Buch The Gospel in Ezekiel („Das Evangelium in Hesekiel“) verkaufte sich mehr als 50.000 Mal. Er war der Ansicht, dass Alkohol viele der Probleme in der Gesellschaft verursachte und wurde 1845 ein völliger Abstinenzler. Er war auch stark am Forbes-Mackenzie-Gesetz beteiligt, das die Öffnungszeiten von Kneipen verkürzte. In seinem 1857 erschienenen Werk The City: its sins and sorrows beschreibt er seinen Lebensweg. 1862 wurde er Moderator der Freikirchlichen Generalversammlung und trat 1865 in den Ruhestand.
Guthrie ist auf dem Grange-Friedhof in Edinburgh begraben.